# Hardanger fiddle
Hardanger fiddle (ou, em norueguês, hardingfele) é um instrumento de cordas friccionadas tradicional usado para tocar a música da Noruega. Nas suas formas mais recentes é muito similar ao violino. A diferença principal é a utilização de 4 a 5 cordas a mais de ressonância, além das quatro normais de um violino. Além disso, é feito de madeira com menor espessura, principalmente no tampo.
Quatro das suas cordas são tocadas como um violino, enquanto o resto ressoa por simpatia ou ressonância em relação às outras.
O hardingfele é usado principalmente na região do sudeste da Noruega, sobretudo na região de Hardanger, sendo que o brasão do antigo Reino de Hardanger contém um desenho do instrumento. O hardingfele é comumente usado para dança, acompanhando um sapateado típico da região. Tradicionalmente era usado para animar festas de casamento.

## Design

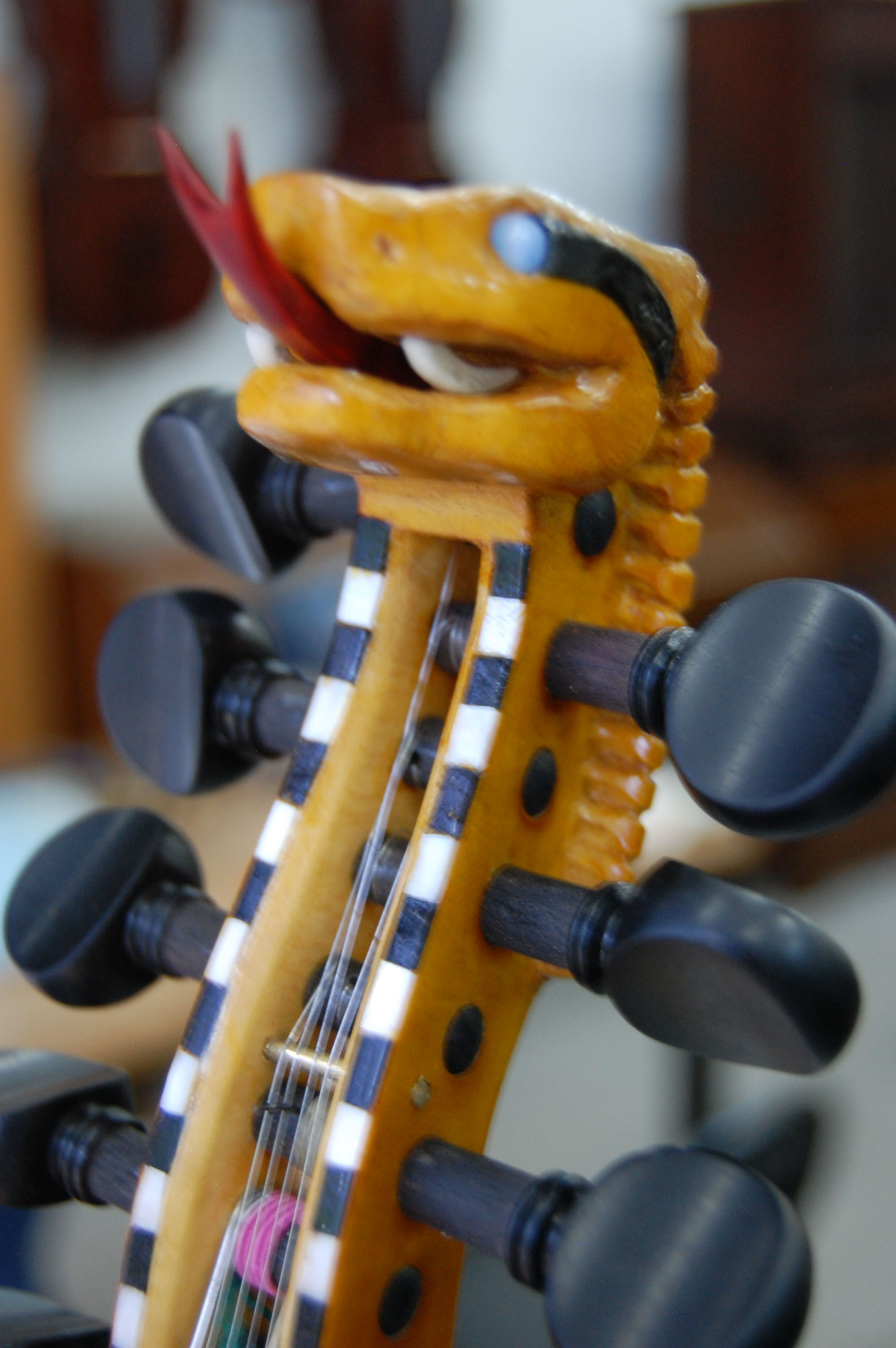
Voluta do Instrumento "Rainha das Cobras" de Mateus Portugal

Normalmente o instrumento é altamente decorado, com um animal esculpido, normalmente um leão da Noruega ou um pequeno dragão ou a cabeça de uma mulher, na parte superior da caixa de cravelhas, na sua voluta. Usa-se muita madrepérola na sua decoração, tanto no estandarte quanto no espelho. Os desenhos, ao longo do corpo do instrumento, são normalmente arabescos de flores e folhas de Acanthus, chamados de 'rosing'. Às vezes são utilizadas também peças de osso ou madrepérola para decorar as cravelhas e os cantos do instrumento.
O mais antigo hardingfele conhecido é de 1651 e foi fabricado por Ole Jonsen Jaastad, em Hardanger. Originalmente, o instrumento era mais arredondado e comprido, mas, a partir de 1850, o desenho semelhante ao do violino tornou-se a regra.

## Ohardanger fiddleno Brasil
No Brasil, o uso do instrumento é bastante limitado, mesmo porque são poucas as pessoas que o conhecem. O luthier Mateus Portugal, da empresa Portugallis Instrumentos Musicais, construiu um hardanger fiddle como trabalho de conclusão do Curso Superior de Tecnologia em Luteria da Universidade Federal do Paraná. Esse instrumento em questão seguiu os desenhos do Sverre Sandvik, de acordo com os diagramas do livro Vi byggjer hardingfele (Nós construímos um fiddle de Hardanger).

## Outras mídias

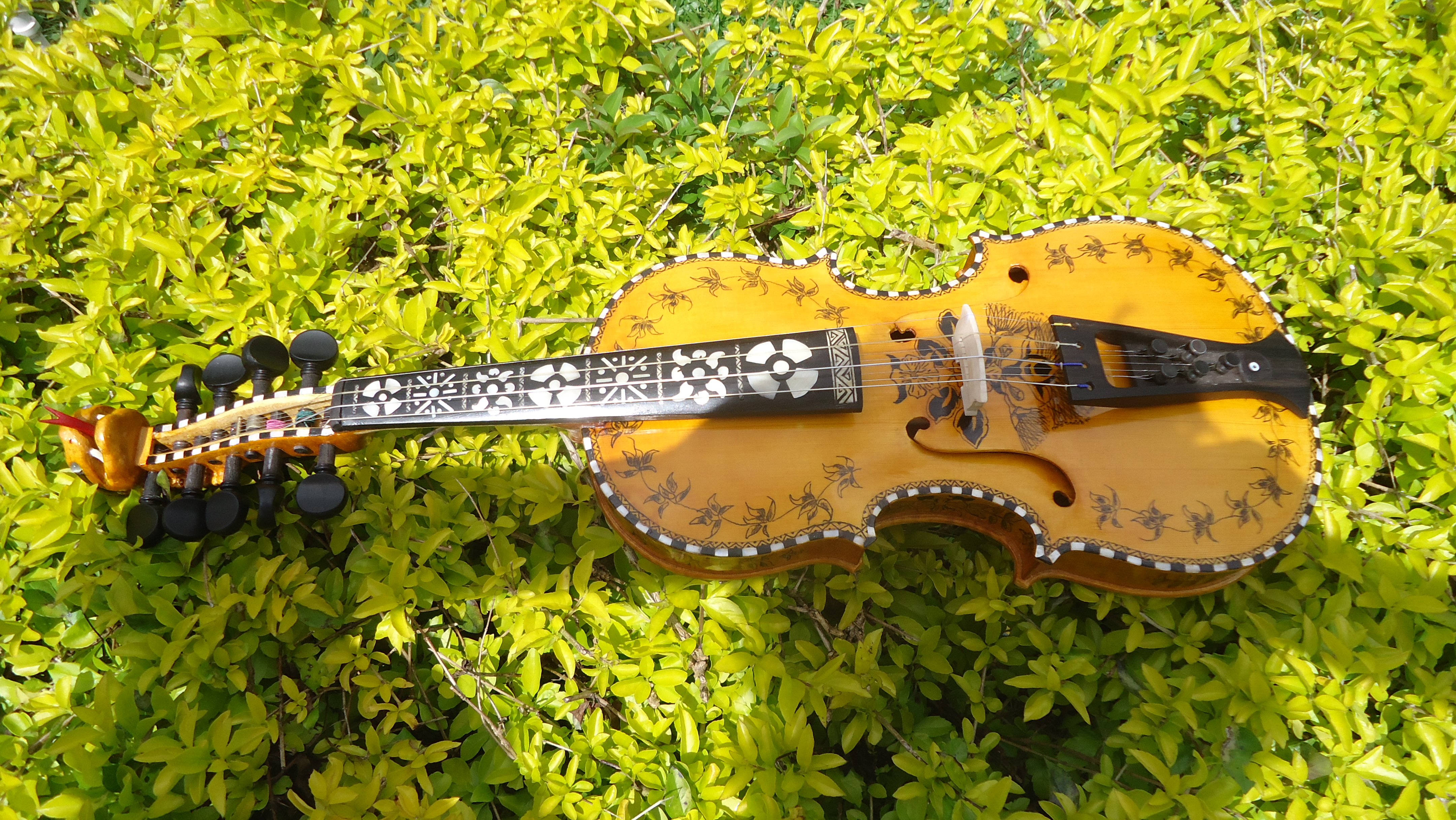
Hardanger Fiddle feito no Brasil - Rainha das Cobras

O instrumento foi também muito usado por franquias como O Senhor dos Anéis intepretado por Dermot Crehan.